# Joseph-Marie Budes de Guébriant
Pour les autres membres de la famille, voir Famille Budes de Guébriant.
Joseph-Marie Budes, seigneur de Guébriant, né à Saint-Brieuc (Côtes-d'Armor) le 15 février 1701 et mort le 4 août 1760 à Rochefort (Charente-Maritime), est un officier de marine français du XVIIIe siècle. Il combat pendant la guerre de Sept Ans et termine sa carrière avec le grade de chef d'escadre des armées navales.

## Biographie

### Origines et famille
Joseph-Marie Budes descend de la famille Budes, seigneurs de Guébriant, une ancienne famille noble originaire de Saint-Brieuc, dont l'extraction chevaleresque remonte à 1300. Sa famille est liée à « la nébuleuse Bourbon-Penthièvre. »
Il est le troisième fils de Jean-Baptiste Budes, comte de Guébriant (1656-1716) et de sa femme Jeanne Thérèse de Kerouzy (†1713). Ses frères servent dans l'armée de terre. Jean-Baptiste Budes, comte de Guébriant (1696-1734)  est colonel du régiment de Luxembourg, et Joseph Marie Louis (1698-1755) est capitaine au régiment Penthièvre. 

### Carrière dans la Marine royale

La bataille des cardinaux, en 1759.

Il entre jeune dans la Marine royale et intègre une compagnie de garde de la Marine le 1er novembre 1716, à l'âge de quinze ans. Il est promu lieutenant de vaisseau le 1er juillet 1735, puis capitaine de vaisseau le 1er janvier 1746.
Chef d'escadre des armées navales le 1er janvier 1757, il est Commandant de la marine à Rochefort lors de la tentative de descente anglaise de 1757 et il ne fait guère preuve d'initiative et de courage à cette occasion.
Il commande L'Orient, de 80 canons, et une division navale composée de sept vaisseaux : L'Orient, Le Glorieux, Le Robuste, Le Dauphin Royal, Le Dragon, Le Solitaire, sans compter le Soleil Royal navire amiral du comte de Conflans lors du désastre de la bataille des Cardinaux en (1759), à l'occasion de laquelle Bauffremont, autre chef d'escadre, dont l'indiscipline pèse lourdement dans la balance de ce qui « fut le tombeau de la marine de la France sous le règne de Louis XV. »
Il décède l'année suivante, le 4 août 1760.

### Mariages et descendance
Il épouse Marguerite Le Demours de Kernilien, sans postérité. En secondes noces, il épouse le 18 octobre 1751 à Ploubezre, Jeanne-Marguerite de Kergariou-Coëtilliau. Émilie du Châtelet fut sa maîtresse. De son union avec sa seconde épouse naissent : 
- Joseph, mort jeune ;
- Rose Budes de Guébriant (1756-1810).

### Sources et bibliographie
- Généalogie sur Roglo, [lire en ligne]